# Ectobius larus
Ectobius larus es una especie de cucaracha del género Ectobius, familia Ectobiidae.

## Distribución
Esta especie se encuentra en República Democrática del Congo.